# Piccinino (armaioli)

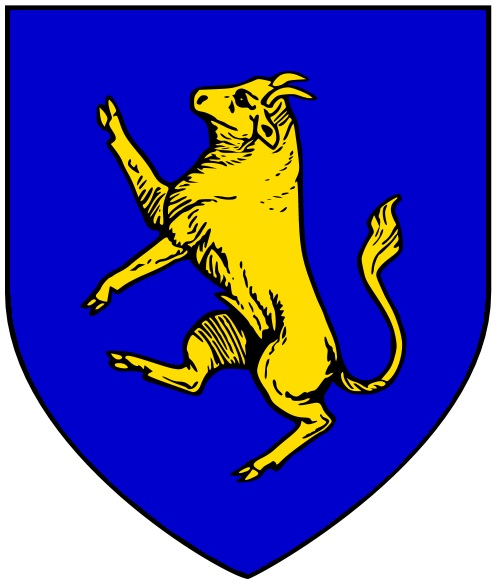
Stemma di Niccolò Piccinino e dei suoi figli Francesco e Jacopo D'azzurro al toro d'oro rampante

I Piccinino (o Piccinini) sono stati una famiglia di armorari proveniente da Pontremoli ma presenti a Milano nel XVI secolo.

## Storia

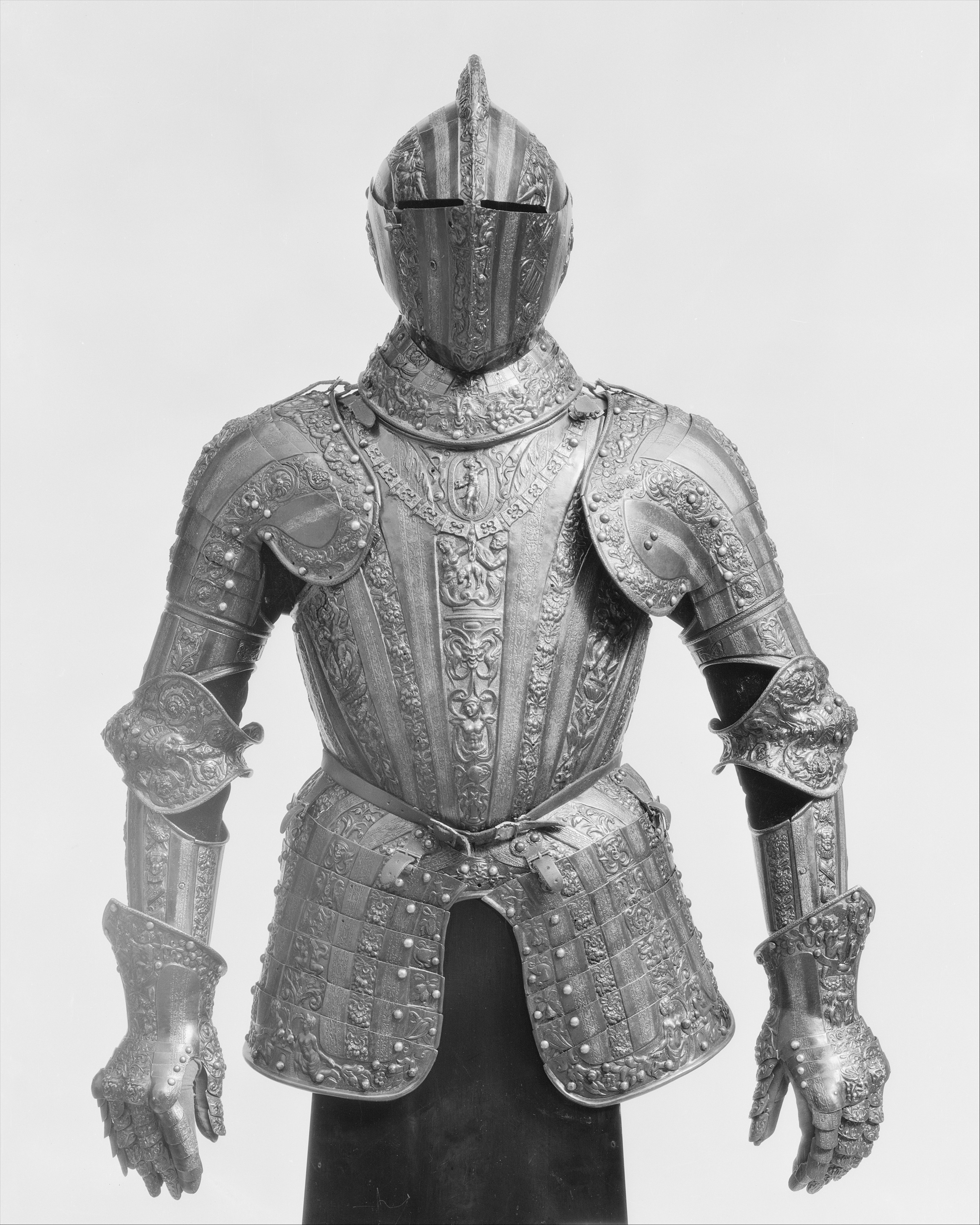
Armatura di Gonzalo Fernández de Córdoba, opera di Lucio Piccinino conservata al MET di New York

I Piccinino si trasferirono a Milano andando ad abitare le vie Spadari e Armorari vicino a piazza del Duomo per lavorare l'arte della spaderia diventando maestri spadai e armaioli alla corte delle famiglie nobili che occupavano il territorio nel XVI secolo, proseguendo l'attività nelle botteghe presenti già dal XIII secolo con le famiglie di Giovanni Vincenzo Figino e Giovanni Antonio Biancardi.

## Membri
- Niccolò Piccinino (1386-1444), condottiero e capitano di ventura[3];
- Francesco Piccinino (1407-1449), condottiero, figlio primogenito di Niccolò Piccinino, avuto dalla sua prima moglie Gabriella da Sesto[4];
- Jacopo Piccinino (1423-1465), condottiero e capitano di ventura, figlio secondogenito di Niccolò Piccinino, avuto da una nipote di Braccio da Montone, sua terza moglie[5];
- Galeazzo Piccinino (*† 1465), morto infante, figlio di Jacopo Piccinino e Drusiana Sforza, figlia illegittima di Francesco Sforza, duca di Milano[5];
- Antonio Piccinino (1509-1589), primo membro documentato della famiglia ad esercitare a Milano. Nacque nel 1509 e arrivò a Milano giovanissimo, presente già nel 1520 a lavorare presso le botteghe di armaioli, aprendo poi una propria bottega in via degli Spadari e acquisendo da subito una buona clientela. I suoi lavori furono apprezzati anche dai francesi che lo invitarono a recarsi in Francia per proseguire la propria attività, ma il Piccinino non volle allontanarsi dalla città lombarda. Questo rifiuto sarebbe costato la pena di morte, ma tanto erano apprezzate le sue qualità di armaiolo, che gli fu concesso di lavorare su commissione, eseguendo le consegne che venivano poi inviate ai nobili francesi. Morì a Milano all'età di ottant'anni. Le sue lame avevano impresso il marchio che lo rappresentava: una torre centrale con intorno la scritta "Antonio" su di un lato e "Piccinino" dall'altro;
- Federico Piccinino († 1595), figlio primogenito di Antonio Piccinino, continuò l'attività paterna lavorando nel suo opificio nel periodo dal 1539 al 1550[1];
- Lucio Piccinino († seconda metà XVI secolo), figlio secondogenito di Antonio Piccinino, è il membro della famiglia che ha lasciato più testimonianza dei suoi lavori[1]. Realizzò infatti le armature di Gonzalo Fernández de Córdoba, eseguite in acciaio e in oro e conservate a New York nel Metropolitan Museum of Art, e di Filippo III di Spagna, eseguita quando questo era infante e conservata presso l'armeria di Madrid[6]. Si conservano i suoi scudi, in particolare quello ovale raffigurante Scipione che riceve le chiavi di Cartagine, conservato al Wallace Collection di Londra[1]. Realizzò inoltre l'armatura per i due figli di Fernando Álvarez de Toledo, generale spagnolo di stanza a Milano, conservata sempre a New York[7]. Lucio è ritenuto uno degli ultimi armaioli che lavorava a sbalzo[6].